# Éparchie Notre-Dame-du-Liban de São Paulo des Maronites
Pour les articles homonymes, voir éparchie Notre-Dame-du-Liban.
L'éparchie Notre-Dame-du-Liban de São Paulo des Maronites est une éparchie de l'Église maronite couvrant le Brésil et ayant son siège à São Paulo, à la cathédrale Notre-Dame-du-Liban (en).

## Présentation
L'éparchie existe depuis le 29 novembre 1971. Elle compte dix paroisses et couvre tout le Brésil.
Le premier évêque maronite du pays fut Dom Francis Zayek. Élu le 30 mai 1962, il fut consacré le 5 août de la même année. Il fut le premier évêque nommé par la diaspora, hors du Patriarcat maronite du Moyen-Orient.
À son arrivée au Brésil, il a pris ses fonctions en établissant son siège à São Paulo. Après sa nomination aux États-Unis, ce fut Monseigneur Antônio Joubeir qui administra le diocèse jusqu'à l'arrivée du nouvel évêque, Dom João Chedid, en 1968.
Dom João Chedid était déjà évêque et exerçait la fonction de Vicaire-général du Patriarcat maronite du Liban. Il fut consacré le 1er mars 1968. Ces deux évêques, Zayek et Chedid, étaient exarques, c'est-à-dire évêques maronites auxiliaires de Ordinateur des Catholiques Orientaux du Brésil, l'archevêque Rio de Janeiro. Le 29 novembre 1971, l'exarchat maronite du Brésil fut érigé en éparchie ou diocèse autonome. Dans ces conditions, l'évêque ou éparque devient titulaire et ordonnateur du diocèse.
Dom João Chedid renonça à ses fonctions en 1990 pour cause de vieillesse et de problèmes de santé. Il mourut au Liban le 30 juillet 1991. Dom Zayek est actuellement retraité et évêque émérite des États-Unis.
Le troisième évêque maronite du Brésil est actuellement Dom Joseph Mahfouz. Il a été élu le 9 juin 1990 et consacré le 12 août 1990, au Patriarcat du Liban. Il est arrivé au Brésil le 6 octobre 1990, prenant sa charge le 21 octobre.

## Paroisses
- État de São Paulo :
  - São Paulo : paroisse Notre-Dame-du-Liban (Nossa Senhora do Líbano), fondée en 1890. Adresse : rua Tamandaré, 355 - Liberdade - São Paulo/SP
  - Bauru : paroisse Notre-Dame-du-Liban (Nossa Senhora do Líbano), fondée le 20 juillet 1997. Adresse : Capela da Imaculada Conceição - Bauru/SP
  - São José do Rio Preto : paroisse Notre-Dame-du-Liban (Nossa Senhora do Líbano), fondée le 30 mars 2003. Adresse : Igreja Matriz São Benedito - São José do Rio Preto/SP
- État de Rio de Janeiro :
  - Rio de Janeiro : paroisse Notre-Dame-du-Liban (Nossa Senhora do Líbano), fondée en 1932. Adresse : Rua Conde de Bonfim, 638 - Rio de Janeiro/RJ
- État du Minas Gerais :
  - Belo Horizonte : paroisse Notre-Dame-du-Liban (Nossa Senhora do Líbano), fondée le 27 mars 1993.
- État de Bahia :
  - Salvador : paroisse Notre-Dame-du-Liban (Nossa Senhora do Líbano), fondée le 21 juillet 2002. Adresse : Avenida Sete de Setembro - Salvador/BA
- État de Goiás :
  - Goiânia : paroisse Notre-Dame-du-Liban (Nossa Senhora do Líbano), fondée le 8 août 1993.
- État du Rio Grande do Sul :
  - Porto  Alegre : paroisse Notre-Dame-du-Liban (Nossa Senhora do Líbano), fondée le 8 août 1961. Adresse : Av. Jerônimo de Ornelas, 60 - Santana- Porto Alegre/RS

## Associations
- Sociedade Maronita de Beneficência

Alameda dos Camaiurás, 67 - Indianópolis

CEP 04061-020

São Paulo/SP

(11) 275-5792

Entraide sociale pour les membres de la communauté.
- Conseil Maronite du Brésil (COMAB)

Rua Tamandaré, 355 - Liberdade

CEP: 01525-001

São Paulo/SP

Tel. : (11) 3208-2904

Fax. : (110 3208-6536

Animation de la "maronité" et promotion nationale du Liban.